# Anomis fornax
Anomis fornax là một loài bướm đêm trong họ Erebidae.